# پیتر استون
پیتر استون (انگلیسی: Peter Stone؛ ۲۷ فوریهٔ ۱۹۳۰ – ۲۶ آوریل ۲۰۰۳) یک فیلم‌نامه‌نویس، و پدیدآور اهل ایالات متحده آمریکا بود.
فیلم‌های «۱۷۷۶» «تایتانیک» و کلاسیک «معما» براساس نوشته‌های وی ساخته شد. استون بخاطر نگارش کتاب‌هایی که از آنها فیلم‌های موزیکال «۱۷۷۶» (۱۹۶۹) و «زن سال» (۱۹۸۱) و «تایتانیک» (۱۹۹۷) ساخته شد، جوایز «تونی» را کسب کرد. موزیکال «آنی اسلحه ات را بردار» که کار بازنویسی شده‌ای از اوست، در سال ۲۰۰۳ بیش از هزار بار در مرکز برادوی به صحنه رفت. «استون» همراه با «اس اچ بارنت» و «فرانک تارلوف» در سال ۱۹۴۶ بخاطر نوشتن داستان کمدی «پدر ناوارد» جایزه اسکار را دریافت کرد. در سن ۷۳سالگی درگذشت.
وی همچنین برنده جوایزی همچون کمک هزینه گوگنهایم و جایزه اسکار بهترین فیلم‌نامه غیراقتباسی شده‌است.

## بخشی از فیلمشناسی
- معما
- سراب
- سوئیت چریتی
- نقش عربی
- ۱۷۷۶